# Euclid (rymdteleskop)
För andra betydelser, se Euklid (olika betydelser).
Euclid är ett pågående rymduppdrag som drivs av Europeiska rymdorganisationen (ESA). Målet med Euclid är att bättre förstå mörk energi och mörk materia genom att noggrant mäta universums accelererande expansion. För att uppnå detta ska rymdfarkosten mäta galaxernas rödförskjutning vid olika avstånd från jorden och undersöka förhållandet mellan avståndet och rödförskjutningen. Mörk energi är allmänt accepterad för att bidra till ökad acceleration av det växande universum, så att förstå detta förhållande kommer att bidra till att förfina hur fysiker och astrofysiker förstår det. Euclids uppdrag går vidare och kompletterar ESA:s Planckteleskop och andra samtida rymduppdrag. Den är uppkallad efter den grekiske matematiken Euklides av Alexandria.
Euclid är ett medelklass ("M-klass") uppdrag och ingår i ESA:s vetenskapliga program "Cosmic Vision" (2015–2025). Denna grupp av uppdrag har en ESA-budget på omkring 500 miljoner euro. Euclid valdes i oktober 2011 tillsammans med Solar Orbiter, av flera konkurrerande uppdrag. Uppskjutningen gjordes den 1 juli 2023.

## Vetenskapliga mål och metoder
Euclid kommer att undersöka historien om universums expansion och bildandet av kosmiska strukturer genom att mäta galaxernas rödförskjutning ut till en faktor z=2, vilket motsvarar att se 10 miljarder år tillbaka i tiden. Länken mellan galaktiska former och deras motsvarande rödförskjutning ger en insikt i hur mörk energi bidrar till universums ökande acceleration. De använda metoderna utnyttjar fenomenet gravitationell linsning, mätning av akustisk baryonoscillation och mätning av galaktiska avstånd genom spektroskopi.
Gravitationslinsning är en konsekvens av avböjningen av ljusstrålar orsakade av närvaron av materia som lokalt modifierar rumtidens krökning: ljus som avges av galaxer och därmed observerade bilder förvrängs när de passerar nära materia som ligger längs synfältet. Denna materia består delvis av synliga galaxer men det är mestadels mörk materia. Genom att mäta denna "förskjutning" kan mängden mörk materia utläsas, vilket förstärker förståelsen för hur den är distribuerad i universum.
Spektroskopiska mätningar gör det möjligt att mäta galaxernas rödförskjutning och bestämma avstånden med hjälp av Hubbles lag. På detta sätt kan man rekonstruera den tredimensionella fördelningen av galaxer i universum.
Från dessa data är det möjligt att samtidigt mäta den statistiska fördelningen av mörk materia och galaxer och mäta hur denna förändras när teleskopet ser längre ut i tid. Mycket exakta bilder är nödvändiga för att ge de mest exakta mätningarna, eftersom all förvrängning som orsakas av instrumenten själva måste redovisas och kalibreras, annars kommer den resulterande datan att vara av tveksam kvalitet.

## Farkostens utformning
ESA valde Thales Alenia Space för byggandet av satelliten. Euclid är 4,5 meter lång med en diameter av 3,1 meter och en massa av 2,1 ton.
Euclids nyttolast hanteras av Airbus Defence & Space. Den består av ett Korschteleskop med en primärspegel på 1,2 meter i diameter och fokallängd 24,5m. Synfältet för teleskopet är 0,79 x 1,16 grad2. Ett internationellt konsortium av forskare kommer att tillhandahålla ett instrument för synligt ljus (VIS) och ett instrument för infrarött  ljus (NISP). Dessa storformatkameror kommer att användas för att karakterisera galaxernas morfometriska, fotometriska och spektroskopiska egenskaper:
- en kamera som arbetar med synliga våglängder (550–920 nm) gjord av en mosaik av 6x6 e2v CCD-detektorer, som innehåller 600 miljoner pixlar och möjliggör mätning av galaxers deformation.
- en kamera bestående av en mosaik av 4x4 Teledyne H2RG detektorer känsliga för nära infraröd strålning (1000–2000 nm) med 65 miljoner pixlar till:
  1. lågprecisionmätningar av rödförskjutning, och därmed avstånd, till över en miljard galaxer från multicolor fotometri (fotometrisk redshift teknik); och
  2. spektrometrisk analys av ljuset i nära infraröd (1000–2000 nm) för att få exakt rödförskjutning och avstånd till en miljon galaxer, med en noggrannhet som är 10 gånger bättre än fotometriska rödförskjutning och för att bestämma baryonernas akustiska oscillationer.

Teleskopplattformen innehåller solpaneler som ger ström och stabiliserar teleskopets orientering till bättre än 35 millibågsekunder. Teleskopet är noggrant isolerat för att säkerställa god termisk stabilitet för att inte störa den optiska inriktningen.
Telekommunikationssystemet kan överföra 850 gigabit per dag. Det använder mikrovågsbandet Ka för att skicka vetenskapliga data med en hastighet på 55 megabit per sekund till 35-meters antennen vid markstationen Cebreros i Spanien, under den tilldelade perioden på 4 timmar per dag då teleskopet är synligt från markstationen. Euclid kommer att ha en lagringskapacitet ombord på minst 300 GB.
Efter att ha genomfört ett stort antal tekniska konstruktioner samt byggt och testat nyckelkomponenter, godkändes Euclid 2015 i en preliminär konstruktionsgranskning.

## Uppdragsutförande och Euclid-data
Euclid kommer att skjutas upp av en Soyuz-raket eller en Ariane 62 från Kourou. Efter en restid på 30 dagar stabiliseras den för att åka i en halobana med stor amplitud (ca 1 miljon kilometer) runt sol-jordsystemets lagrangepunkt L2. 
Under sitt uppdrag, som kommer att vara minst 6 år, kommer Euclid att observera cirka 15 000 kvadratgrader, eller ungefär en tredjedel av den extragalaktiska himlen (himlen vänd bort från Vintergatan). Undersökningen kompletteras med ytterligare observationer ca 10 gånger djupare pekande mot två olika fält som är stängda för ekliptiska polerna och täcker 20 kvadratgrader vardera. De två fälten kommer regelbundet att besökas under hela uppdragets gång. De kommer att användas som kalibreringsfält och att övervaka teleskopet och instrumentens prestandastabilitet samt att producera vetenskapliga data om universums mest avlägsna galaxer och kvasarer universum.
För att mäta en fotometrisk rödförskjutning för varje galax med tillräcklig noggrannhet är Euclid-uppdraget beroende av ytterligare fotometriska data erhållna i minst fyra synliga filter. Dessa data kommer att erhållas från markbaserade teleskop som ligger i både norra och sydliga halvklotet för att täcka hela uppdragets 15 000 kvadratgrader. Totalt kommer Euclid-uppdraget att få fotometrisk information om varje galax i minst 7 olika filter som täcker hela intervallet 460–2000 nm.
Omkring 10 miljarder astronomiska källor kommer att observeras av Euclid, varav 1 miljard kommer att ha sin gravitationslinsning uppmätt med en precision 50 gånger mer exakt än vad som idag är möjligt med markbaserade teleskop. Euclid kommer att mäta den spektroskopiska rödförskjutningen för 50 miljoner objekt.
Den vetenskapliga bearbetningen av denna enorma datamängd kommer att utföras av ett europeiskt lett konsortium på mer än 1200 personer i över 100 laboratorier i 15 länder (Österrike, Belgien, Danmark, Finland, Frankrike, Tyskland, Italien, Nederländerna, Norge, Portugal, Rumänien, Spanien, Schweiz, Storbritannien, Kanada och USA). Euclid-konsortiet är också ansvarigt för byggandet av Euclid-instrumentets nyttolast och för utveckling och genomförande av Euclids marksegment som kommer att behandla all data som samlas in av satelliten. De laboratorier som bidrar till Euclid-konsortiet finansieras och stöds av sina nationella rymdorganisationer, som också har det programmässiga ansvaret för sitt nationella bidrag och av deras nationella forskningsstrukturer (forskningsorgan, observatorier, universitet). Sammantaget bidrar Euclid-konsortiet till cirka 30% av de totala budgetkostnaderna för uppdraget tills det är färdigt.
Den stora volymen data, mångfalden (rymd och mark, synlig och nära infraröd, morfometri, fotometri och spektroskopi) och mätningarnas höga precision kräver stor omsorg och ansträngning i databehandlingen vilket gör denna till en kritisk del av uppdraget. ESA, de nationella myndigheterna och Euclid-konsortiet spenderar stora resurser för att inrätta team av forskare och ingenjörer inom algoritmutveckling, mjukvaruutveckling, testning och validering, datalagring och infrastruktur för datadistribution. Totalt kommer 9 vetenskapliga datacenter spridda över länderna i konsortiet att behandla mer än 10 petabyte råinmatningsbilder över 10 år för att leverera en offentlig databas för Euclid-uppdraget till hela det vetenskapliga samfundet år 2028.
Med sitt breda omfång av himlen och katalogerna med data om miljarder stjärnor och galaxer går det vetenskapliga värdet av uppdraget utöver kosmologins omfattning. Denna databas kommer att ge världens astronomiska samfund rikligt med data och mål för framtida uppdrag som JWST, E-ELT, TMT, ALMA, SKA och Vera C. Rubin-observatoriet.